# Prochy Babilonu
Prochy Babilonu (tyt. oryg. Babylon’s Ashes) – amerykańska powieść fantastyczno-naukowa, klasyfikowana jako space opera, autorstwa Jamesa S.A. Coreya. Jest szóstym tomem z cyklu Expanse. Została wydana 6 grudnia 2016 przez Orbit Books. W Polsce ukazała się 18 września 2019 nakładem wydawnictwa Mag, w tłumaczeniu Marka Pawleca.

## Fabuła
Marco Inaros, wraz ze swoją Wolną Flotą, wypowiedział wojnę wszystkim przedstawicielom Planet Wewnętrznych. Wewnątrz jego organizacji dochodzi jednak do rozłamu.